# Кумпарсита (фильм)
«Кумпарси́та» — художественный фильм 1993 года.

## Сюжет
Аня воспитывается в детском доме, занимается в кружке бальных танцев. Она влюбляется в руководителя кружка, который намного старше её. После ссоры с ним Аня бросает только что родившегося ребёнка в роддоме и уезжает в деревню, где поселяется в заброшенном доме. Вместе с ней детский дом покидает её сверстник Саня, тайно и безответно влюблённый в неё. Поначалу он сам кажется ещё ребёнком, не способным принимать серьёзные и ответственные решения, но постепенно Аня видит, что он взрослеет, и влюбляется в него.

Это первый фильм Полынникова, в котором отчетливо звучат почвеннические ноты. Несмотря на то, что обнажённого тела здесь даже больше, чем в «Страстях по Анжелике», новая картина не является эротической. Это трогательная мелодрама о судьбе девушки-детдомовки, согрешившей с учителем танцев  и обретшей счастье с замечательным парнем-детдомовцем.— Т. Москвина-Ященко- Полынников-фильм, или Режиссёр класса "Б" // Искусство кино, 1994

## В ролях
- Анна Назарьева — Аня Лисичкина
- Андрей Смоляков — Андрей, хореограф
- Сергей Хрусталёв — Саша Зайцев
- Андрей Градов
- Николай Стоцкий — тракторист
- Николай Трофимов — Филимон, старик в деревне
- Лидия Доротенко — Дарья

## Награды
- 1994 — Приз имени Веры Холодной исполнительнице главной роли.